# Recchia boliviana
Recchia boliviana là một loài bọ cánh cứng trong họ Cerambycidae.